# Perdita discors
Perdita discors är en biart som beskrevs av Timberlake 1964. Perdita discors ingår i släktet Perdita och familjen grävbin. Inga underarter finns listade i Catalogue of Life.